# Idaea disjunctaria
Idaea disjunctaria är en fjärilsart som beskrevs av Otto Staudinger 1870. Idaea disjunctaria ingår i släktet Idaea och familjen mätare. Inga underarter finns listade i Catalogue of Life.